# Ciocănitoare jamaicană
Ciocănitoarea jamaicană (Melanerpes radiolatus) este o specie de pasăre din subfamilia Picinae din familia ciocănitoarelor Picidae. Este endemică în Jamaica.